# Nercillac
Nercillac és un municipi francès situat al departament del Charente i a la regió de la Nova Aquitània. L'any 2007 tenia 1.019 habitants.

## Demografia

### Població
El 2007 la població de fet de Nercillac era de 1.019 persones. Hi havia 422 famílies de les quals 98 eren unipersonals (47 homes vivint sols i 51 dones vivint soles), 154 parelles sense fills, 146 parelles amb fills i 24 famílies monoparentals amb fills.
La població ha evolucionat segons el següent gràfic:
Habitants censats

### Habitatges
El 2007 hi havia 475 habitatges, 427 eren l'habitatge principal de la família, 12 eren segones residències i 37 estaven desocupats. 466 eren cases i 9 eren apartaments. Dels 427 habitatges principals, 367 estaven ocupats pels seus propietaris, 52 estaven llogats i ocupats pels llogaters i 7 estaven cedits a títol gratuït; 3 tenien una cambra, 11 en tenien dues, 24 en tenien tres, 124 en tenien quatre i 265 en tenien cinc o més. 372 habitatges disposaven pel capbaix d'una plaça de pàrquing. A 178 habitatges hi havia un automòbil i a 231 n'hi havia dos o més.

### Piràmide de població
La piràmide de població per edats i sexe el 2009 era:
| Homes | Edats   | Dones |
| ----- | ------- | ----- |
| 0     | 95 o +  | 0     |
| 0     | 90 a 94 | 4     |
| 4     | 85 a 89 | 8     |
| 4     | 80 a 84 | 12    |
| 28    | 75 a 79 | 20    |
| 16    | 70 a 74 | 24    |
| 16    | 65 a 69 | 32    |
| 32    | 60 a 64 | 16    |
| 36    | 55 a 59 | 24    |
| 32    | 50 a 54 | 56    |
| 56    | 45 a 49 | 28    |
| 64    | 40 a 44 | 52    |
| 40    | 35 a 39 | 48    |
| 32    | 30 a 34 | 24    |
| 8     | 25 a 29 | 32    |
| 24    | 20 a 24 | 8     |
| 36    | 15 a 19 | 56    |
| 52    | 10 a 14 | 32    |
| 48    | 5 a 9   | 24    |
| 20    | 0 a 4   | 32    |

## Economia
El 2007 la població en edat de treballar era de 692 persones, 482 eren actives i 210 eren inactives. De les 482 persones actives 436 estaven ocupades (234 homes i 202 dones) i 46 estaven aturades (24 homes i 22 dones). De les 210 persones inactives 104 estaven jubilades, 47 estaven estudiant i 59 estaven classificades com a «altres inactius».

### Ingressos
El 2009 a Nercillac hi havia 437 unitats fiscals que integraven 1.054,5 persones, la mediana anual d'ingressos fiscals per persona era de 18.074 €.

### Activitats econòmiques
Dels 44  establiments que hi havia el 2007, 1 era d'una empresa extractiva, 3 d'empreses alimentàries, 5 d'empreses de fabricació d'altres productes industrials, 7 d'empreses de construcció, 12 d'empreses de comerç i reparació d'automòbils, 2 d'empreses d'hostatgeria i restauració, 6 d'empreses de serveis, 6 d'entitats de l'administració pública i 2 d'empreses classificades com a «altres activitats de serveis».
Dels 10 establiments de servei als particulars que hi havia el 2009, 1 era un taller de reparació d'automòbils i de material agrícola, 1 paleta, 1 guixaire pintor, 2 fusteries, 2 lampisteries, 1 electricista, 1 perruqueria i 1 restaurant.
Dels 5 establiments comercials que hi havia el 2009, 1 era una botiga de menys de 120 m², 2 fleques, 1 una carnisseria i 1 una floristeria.
L'any 2000 a Nercillac hi havia 38 explotacions agrícoles que ocupaven un total de 850 hectàrees.

## Equipaments sanitaris i escolars
L'únic equipament sanitari que hi havia el 2009 era una farmàcia.
El 2009 hi havia una escola elemental.

## Poblacions més properes
El següent diagrama mostra les poblacions més properes.